# Mercadillo (Covides)
Mercadillo es un núcleo de población español situado en la localidad de Covides del municipio de Valle de Mena, perteneciente a la provincia de Burgos, en la comunidad autónoma de Castilla y León. En 2023, el núcleo de población tenía empadronado un único habitante.